# La Virreina
La Virreina – miejscowość w Hiszpanii, w Katalonii, w prowincji Barcelona, w comarce Maresme, w gminie Tiana.
Według danych INE z 2004 roku miejscowość zamieszkiwało 257 osób.